# Paśmiechy
Paśmiechy – wieś w Polsce położona w województwie świętokrzyskim, w powiecie kazimierskim, w gminie Kazimierza Wielka.
| SIMC    | Nazwa       | Rodzaj    |
| ------- | ----------- | --------- |
| 0242016 | Kolonia     | część wsi |
| 0242022 | Nadziałowcy | część wsi |
| 0242039 | Stara Wieś  | część wsi |

W latach 1975–1998 miejscowość administracyjnie należała do województwa kieleckiego.

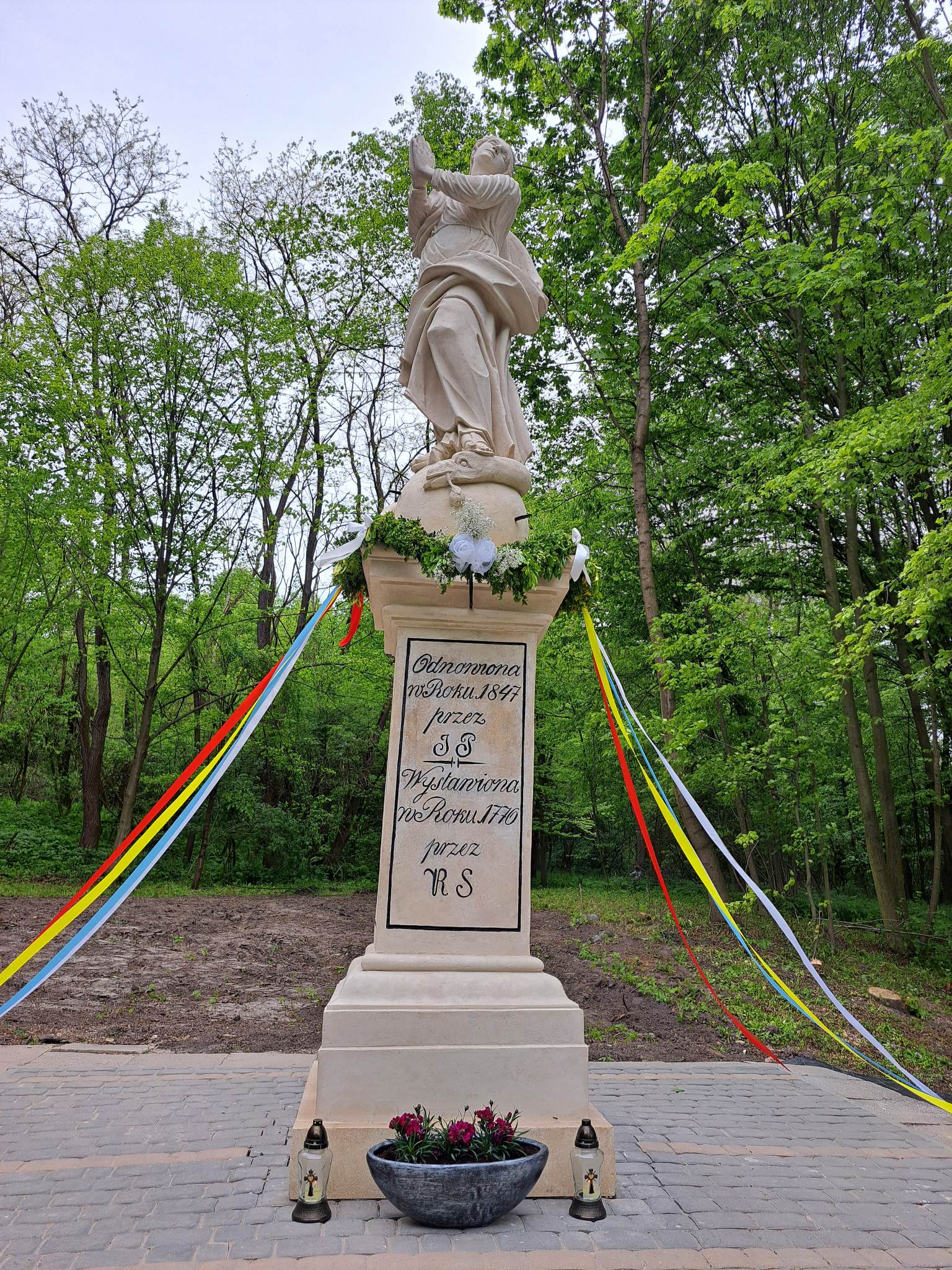
Figura z 1776

## Zabytki
Park z I połowy XIX w., wpisany do rejestru zabytków nieruchomych (nr rej.: A.194 z 10.12.1957).
Na wysokiej skarpie niedaleko miejsca, gdzie znajdował się dwór stoi kapliczka, kamienny pomnik niepokalanej Dziewicy Najświętszej Maryi Panny z 1776 roku. Figura jest wysoka, blisko czterometrowa, wykonana z kamienia pińczowskiego. Jest wartościowa artystycznie i historycznie, została odnowiona w maju 2023 roku.